# 托德·馬丁尼茲
托德·馬丁尼茲（1968年3月22日—）是一位美国理论化学家，在多明尼加长大，史丹佛大学教授，任职于SLAC國家加速器實驗室，2005年获麦克阿瑟奖。